# Port-Lesney
Port-Lesney és un municipi francès situat al departament del Jura i a la regió de Borgonya - Franc Comtat. L'any 2007 tenia 517 habitants.

## Demografia

### Població
El 2007 la població de fet de Port-Lesney era de 517 persones. Hi havia 229 famílies de les quals 78 eren unipersonals (25 homes vivint sols i 53 dones vivint soles), 78 parelles sense fills, 57 parelles amb fills i 16 famílies monoparentals amb fills.
La població ha evolucionat segons el següent gràfic:
Habitants censats

### Habitatges
El 2007 hi havia 320 habitatges, 236 eren l'habitatge principal de la família, 57 eren segones residències i 27 estaven desocupats. 254 eren cases i 66 eren apartaments. Dels 236 habitatges principals, 163 estaven ocupats pels seus propietaris, 66 estaven llogats i ocupats pels llogaters i 7 estaven cedits a títol gratuït; 2 tenien una cambra, 7 en tenien dues, 46 en tenien tres, 66 en tenien quatre i 115 en tenien cinc o més. 177 habitatges disposaven pel capbaix d'una plaça de pàrquing. A 110 habitatges hi havia un automòbil i a 95 n'hi havia dos o més.

### Piràmide de població
La piràmide de població per edats i sexe el 2009 era:
| Homes | Edats   | Dones |
| ----- | ------- | ----- |
| 0     | 95 o +  | 0     |
| 0     | 90 a 94 | 4     |
| 4     | 85 a 89 | 4     |
| 12    | 80 a 84 | 12    |
| 8     | 75 a 79 | 16    |
| 12    | 70 a 74 | 20    |
| 8     | 65 a 69 | 8     |
| 16    | 60 a 64 | 16    |
| 12    | 55 a 59 | 16    |
| 16    | 50 a 54 | 16    |
| 8     | 45 a 49 | 12    |
| 16    | 40 a 44 | 4     |
| 12    | 35 a 39 | 12    |
| 24    | 30 a 34 | 12    |
| 12    | 25 a 29 | 8     |
| 4     | 20 a 24 | 12    |
| 4     | 15 a 19 | 8     |
| 16    | 10 a 14 | 8     |
| 8     | 5 a 9   | 12    |
| 8     | 0 a 4   | 16    |

## Economia
El 2007 la població en edat de treballar era de 307 persones, 227 eren actives i 80 eren inactives. De les 227 persones actives 203 estaven ocupades (109 homes i 94 dones) i 23 estaven aturades (9 homes i 14 dones). De les 80 persones inactives 36 estaven jubilades, 19 estaven estudiant i 25 estaven classificades com a «altres inactius».

### Ingressos
El 2009 a Port-Lesney hi havia 244 unitats fiscals que integraven 566 persones, la mediana anual d'ingressos fiscals per persona era de 16.929,5 €.

### Activitats econòmiques
Dels 37 establiments que hi havia el 2007, 1 era d'una empresa extractiva, 2 d'empreses alimentàries, 1 d'una empresa de fabricació d'elements pel transport, 1 d'una empresa de fabricació d'altres productes industrials, 2 d'empreses de construcció, 8 d'empreses de comerç i reparació d'automòbils, 2 d'empreses de transport, 6 d'empreses d'hostatgeria i restauració, 2 d'empreses immobiliàries, 5 d'empreses de serveis, 2 d'entitats de l'administració pública i 5 d'empreses classificades com a «altres activitats de serveis».
Dels 9 establiments de servei als particulars que hi havia el 2009, 1 era una oficina de correu, 1 funerària, 2 tallers de reparació d'automòbils i de material agrícola, 2 fusteries i 3 restaurants.
Dels 2 establiments comercials que hi havia el 2009, 1 era una botiga de més de 120 m² i 1 una botiga de menys de 120 m².
L'any 2000 a Port-Lesney hi havia 26 explotacions agrícoles que ocupaven un total de 372 hectàrees.

## Equipaments sanitaris i escolars
El 2009 hi havia una escola elemental integrada dins d'un grup escolar amb les comunes properes formant una escola dispersa.

## Poblacions més properes
El següent diagrama mostra les poblacions més properes.